# ACF Primera A
La ACF Primera A es la categoría superior de fútbol del Departamento de Santa Cruz y la segunda en orden jerárquico en Bolivia, junto a las demás categorías superiores de cada departamento del territorio nacional. Es organizada por la Asociación Cruceña de Fútbol (ACF), la cual está afiliada a la Asociación Nacional de Fútbol. Es disputada desde la fundación de la Asociación, en 1917.
Los mejores equipos del departamento de Santa Cruz clasificarán a la Copa Simón Bolívar, en la que competirán por un cupo en la División Profesional de Fútbol de Bolivia.

## Historia
Luego de haber sido introducido el fútbol en Santa Cruz, entre 1909 y 1910, el primer campeonato de fútbol se realizó en 1916, con la participación de nueve equipos.
El 17 de agosto de 1917 se funda la Santa Cruz Foot Ball Association y ese mismo año se disputa el primer campeonato organizado por esta. En 1923 el campeonato no se disputa por problemas internos, mientras que en los años 1933 y 1934 las actividades entran en receso por la Guerra del Chaco.
En 1965 se aprobó el estatus profesional para los clubes cruceños y, desde entonces, los futbolistas serían rentados, constituyéndose el fútbol en Santa Cruz como una profesión. Una vez profesionales, los clubes de la primera categoría competían por una clasificación a la Copa Simón Bolívar.
Desde la creación de la Liga y el alejamiento de los clubes cruceños más influyentes de la ACF, la Primera A del Departamento de Santa Cruz pasó a segundo plano y, desde 1993 se convirtió en un torneo clasificatorio a la Copa Simón Bolívar.

## Formato
El sistema de competición no ha cambiado mucho a lo largo de los años. En la década de los 50 el formato era de todos contra todos. En 1960 se introdujo el torneo promocional, una liguilla disputado entre los dos peores ubicados en las dos primeras ruedas de la Primera A y los cuatro mejores de la Primera B. Las últimas dos ruedas del campeonato eran disputadas sin los equipos que participaban en el promocional. 
En la actualidad, el formato se mantiene como todos contra todos, con una liguilla final en la que se define al campeón de la categoría, el cual clasifica al Nacional B y el segundo a la Copa Bolivia.

## Equipos participantes

### Temporada 2021
| Club                 | Ciudad                  | Estadio                         | Capacidad | Fundación                | 2015/16        |
| -------------------- | ----------------------- | ------------------------------- | --------- | ------------------------ | -------------- |
| 24 de Septiembre     | Santa Cruz de la Sierra | -                               | -         | 24 de septiembre de 1969 | 7°             |
| Argentinos Juniors   | Santa Cruz de la Sierra | -                               | -         | ¿?                       | 11°            |
| Academia Fútbol Club | Santa Cruz de la Sierra | -                               | -         | 1 de mayo de 1946        | (Primera B) 1° |
| Calleja              | Santa Cruz de la Sierra | -                               | -         | 1966                     | 5°             |
| Cooper               | Santa Cruz de la Sierra | -                               | -         | 12 de julio de 1980      | 3°             |
| El Torno FC          | El Torno                | Estadio Municipal El Torno      | 2.000     | 23 de enero de 2005      | 4°             |
| Ferroviario          | Santa Cruz de la Sierra | -                               | -         | 16 de junio de 1968      | 10°            |
| Oriente Petrolero B  | Santa Cruz de la Sierra | Estadio Ramón Tahuichi Aguilera | 38.500    | 5 de noviembre de 1955   | 9°             |
| Real América         | Santa Cruz de la Sierra | -                               | -         | 12 de octubre de 1968    | 6°             |
| Real Santa Cruz      | Santa Cruz de la Sierra | Estadio Juan Carlos Durán       | 25.000    | 3 de mayo de 1962        | 1°             |
| Torre Fuerte         | Santa Cruz de la Sierra | Municipal Villa Primero de Mayo | 7.000     | 7 de agosto de 2009      | 8°             |
| Universidad          | Santa Cruz de la Sierra | -                               | -         | 24 de abril de 1954      | 2°             |

## Lista de campeones
| 1916                                               | Mundial                                       |                                               | Bandera de ?                                  |                                               |                                               |                                               |                                               |
| 1917                                               | Franco Jugadores                              |                                               | Bandera de ?                                  |                                               |                                               |                                               |                                               |
| 1918                                               | Franco Jugadores                              |                                               | Bandera de ?                                  |                                               |                                               |                                               |                                               |
| 1919                                               | Franco Jugadores                              |                                               | Bandera de ?                                  |                                               |                                               |                                               |                                               |
| 1920                                               | Franco Jugadores                              |                                               | Bandera de ?                                  |                                               |                                               |                                               |                                               |
| 1921                                               | Atles                                         |                                               | Bandera de ?                                  |                                               |                                               |                                               |                                               |
| 1922                                               | Franco Jugadores                              |                                               | Bandera de ?                                  |                                               |                                               |                                               |                                               |
| 1923                                               | Atles                                         |                                               | Bandera de ?                                  |                                               |                                               |                                               |                                               |
| 1924                                               | Franco Jugadores                              |                                               | Bandera de ?                                  |                                               |                                               |                                               |                                               |
| 1925                                               | Franco Jugadores                              |                                               | Bandera de ?                                  |                                               |                                               |                                               |                                               |
| 1926                                               | Bolívar (Santa Cruz)                          |                                               | Bandera de ?                                  |                                               |                                               |                                               |                                               |
| 1927                                               | Bolívar (Santa Cruz)                          |                                               | Bandera de ?                                  |                                               |                                               |                                               |                                               |
| 1928                                               | Santa Cruz del Nacional Florida               |                                               | Bandera de ?                                  |                                               |                                               |                                               |                                               |
| 1929                                               | Santa Cruz del Nacional Florida               |                                               | Bandera de ?                                  |                                               |                                               |                                               |                                               |
| 1930                                               | Ruperto Egüez                                 |                                               | Bandera de ?                                  |                                               |                                               |                                               |                                               |
| 1931                                               | Universitario                                 |                                               | Bandera de ?                                  |                                               |                                               |                                               |                                               |
| 1932                                               | The Strongest (Santa Cruz)                    |                                               | Bandera de ?                                  |                                               |                                               |                                               |                                               |
| 1933 - 1934                                        | Torneos no disputados por la Guerra del Chaco | Torneos no disputados por la Guerra del Chaco | Torneos no disputados por la Guerra del Chaco | Torneos no disputados por la Guerra del Chaco | Torneos no disputados por la Guerra del Chaco | Torneos no disputados por la Guerra del Chaco | Torneos no disputados por la Guerra del Chaco |
| 1935                                               | Florida                                       |                                               | Bandera de ?                                  |                                               |                                               |                                               |                                               |
| 1936                                               | Florida                                       |                                               | Bandera de ?                                  |                                               |                                               |                                               |                                               |
| 1937                                               | Florida                                       |                                               | Bandera de ?                                  |                                               |                                               |                                               |                                               |
| 1938                                               | Estudiantes                                   |                                               | Bandera de ?                                  |                                               |                                               |                                               |                                               |
| 1939                                               | Policía Santa Cruz                            |                                               | Bandera de ?                                  |                                               |                                               |                                               |                                               |
| 1940                                               | Florida                                       |                                               | Bandera de ?                                  |                                               |                                               |                                               |                                               |
| 1941                                               | Florida                                       |                                               | Bandera de ?                                  |                                               |                                               |                                               |                                               |
| 1942                                               | Florida                                       |                                               | Bandera de ?                                  |                                               |                                               |                                               |                                               |
| 1943                                               | Florida                                       |                                               | Bandera de ?                                  |                                               |                                               |                                               |                                               |
| 1944                                               | Florida                                       |                                               | Bandera de ?                                  |                                               |                                               |                                               |                                               |
| 1945                                               | Mariano Arrien                                |                                               | Bandera de ?                                  |                                               |                                               |                                               |                                               |
| 1946                                               | Florida                                       |                                               | Bandera de ?                                  |                                               |                                               |                                               |                                               |
| 1947                                               | Alianza                                       |                                               | Bandera de ?                                  |                                               |                                               |                                               |                                               |
| 1948                                               | Florida                                       |                                               | Bandera de ?                                  |                                               |                                               |                                               |                                               |
| 1949                                               | Alianza                                       |                                               | Bandera de ?                                  |                                               |                                               |                                               |                                               |
| 1950                                               | Estudiantes                                   |                                               | Bandera de ?                                  |                                               |                                               |                                               |                                               |
| 1951                                               | Santa Cruz                                    |                                               | Bandera de ?                                  |                                               |                                               |                                               |                                               |
| 1952                                               | La Esperanza                                  | Juniors                                       | Bandera de ?                                  |                                               |                                               |                                               |                                               |
| 1953                                               | La Esperanza                                  | Always Ready de Santa Cruz                    | Bandera de ?                                  |                                               |                                               |                                               |                                               |
| 1954                                               | Blooming                                      | Always Ready de Santa Cruz                    | Bandera de ?                                  |                                               |                                               |                                               |                                               |
| 1955                                               | Blooming                                      | Always Ready de Santa Cruz                    | Bandera de ?                                  |                                               |                                               |                                               |                                               |
| 1956                                               | Always Ready de Santa Cruz                    |                                               | Bandera de ?                                  |                                               |                                               |                                               |                                               |
| 1957                                               | Always Ready de Santa Cruz                    |                                               | Bandera de ?                                  |                                               |                                               |                                               |                                               |
| 1958                                               | Blooming                                      | Aviación                                      | Bandera de ?                                  |                                               |                                               |                                               |                                               |
| 1959                                               | Oriente Petrolero                             | Ferro-Oriente                                 | Bandera de ?                                  |                                               |                                               |                                               |                                               |
| 1960                                               | Blooming                                      | Oriente Petrolero                             | Bandera de ?                                  |                                               |                                               |                                               |                                               |
| 1961                                               | Oriente Petrolero                             | La Bélgica                                    | Bandera de ?                                  |                                               |                                               |                                               |                                               |
| 1962                                               | Oriente Petrolero                             | Destroyers                                    | Bandera de ?                                  |                                               |                                               |                                               |                                               |
| 1963                                               | Blooming                                      | Oriente Petrolero                             | Bandera de ?                                  |                                               |                                               |                                               |                                               |
| 1964                                               | Oriente Petrolero                             | Destroyers                                    | Bandera de ?                                  |                                               |                                               |                                               |                                               |
| Profesionalismo, clasificatorio a Primera División |                                               |                                               |                                               |                                               |                                               |                                               |                                               |
| 1965                                               | Destroyers                                    | Oriente Petrolero                             | Bandera de ?                                  |                                               |                                               |                                               |                                               |
| 1966                                               | Destroyers                                    | Oriente Petrolero                             | Bandera de ?                                  |                                               |                                               |                                               |                                               |
| 1967                                               | Oriente Petrolero                             | Blooming                                      | Bandera de ?                                  |                                               |                                               |                                               |                                               |
| 1968                                               | Blooming                                      | Guabirá                                       | Bandera de ?                                  |                                               |                                               |                                               |                                               |
| 1969                                               | Oriente Petrolero                             | Destroyers                                    | Silvio Rojas                                  | Oriente Petrolero                             | 15                                            |                                               |                                               |
| 1970                                               | Oriente Petrolero                             | La Bélgica                                    | Bandera de ?                                  |                                               |                                               |                                               |                                               |
| 1971                                               | Oriente Petrolero                             | La Bélgica                                    | Bandera de ?                                  |                                               |                                               |                                               |                                               |
| 1972                                               | Oriente Petrolero                             | Universidad                                   | Bandera de ?                                  |                                               |                                               |                                               |                                               |
| 1973                                               | Oriente Petrolero                             | Real Santa Cruz                               | Luis Rivero                                   | Universidad                                   | 14                                            |                                               |                                               |
| 1974                                               | La Bélgica                                    | Guabirá                                       | Santiago García                               | Guabirá                                       | 14                                            |                                               |                                               |
| 1975                                               | Guabirá                                       | Oriente Petrolero                             | Bandera de ?                                  |                                               |                                               |                                               |                                               |
| 1976                                               | Oriente Petrolero                             | Blooming                                      | Daniel Eduardo Castro                         | Blooming                                      | 35                                            |                                               |                                               |
| Sin relevancia nacional                            |                                               |                                               |                                               |                                               |                                               |                                               |                                               |
| 1977                                               | La Bélgica                                    | Universidad                                   | Bandera de ?                                  |                                               |                                               |                                               |                                               |
| 1978                                               | Destroyers                                    | San Aurelio                                   | Bandera de ?                                  |                                               |                                               |                                               |                                               |
| 1979                                               | San Aurelio                                   | Ferroviario                                   | Bandera de ?                                  |                                               |                                               |                                               |                                               |
| Ascensos irregulares a Primera División            |                                               |                                               |                                               |                                               |                                               |                                               |                                               |
| 1980                                               | Destroyers                                    | Libertad                                      | Bandera de ?                                  |                                               |                                               |                                               |                                               |
| 1981                                               | La Bélgica                                    | Libertad                                      | Bandera de ?                                  |                                               |                                               |                                               |                                               |
| 1982                                               | Universidad                                   | Destroyers                                    | Víctor Hugo Antelo                            | Universidad                                   |                                               |                                               |                                               |
| 1983                                               | Ferroviario                                   | Universidad                                   | Bandera de ?                                  |                                               |                                               |                                               |                                               |
| 1984                                               | Destroyers                                    | Amboró                                        | Bandera de ?                                  |                                               |                                               |                                               |                                               |
| 1985                                               | Guabirá                                       | Amboró                                        | Bandera de ?                                  |                                               |                                               |                                               |                                               |
| 1986                                               | Guabirá                                       | Amboró                                        | Bandera de ?                                  |                                               |                                               |                                               |                                               |
| 1987                                               | Libertad                                      | Grigotá                                       | Bandera de ?                                  |                                               |                                               |                                               |                                               |
| 1988                                               | Universidad                                   | Libertad                                      | Bandera de ?                                  |                                               |                                               |                                               |                                               |
| 1989                                               | Universidad                                   | Grigotá                                       | Bandera de ?                                  |                                               |                                               |                                               |                                               |
| 1990                                               | Universidad                                   | Guabirá                                       | Bandera de ?                                  |                                               |                                               |                                               |                                               |
| 1991                                               | Universidad                                   | Guabirá                                       | Bandera de ?                                  |                                               |                                               |                                               |                                               |
| 1992                                               | Guabirá                                       | Municipal Braniff                             | Bandera de ?                                  |                                               |                                               |                                               |                                               |
| Clasificatorio a Segunda División                  |                                               |                                               |                                               |                                               |                                               |                                               |                                               |
| 1993                                               | Real Santa Cruz                               | Florida                                       | Bandera de ?                                  |                                               |                                               |                                               |                                               |
| 1994                                               | Deportivo Cooper                              | Libertad                                      | Carlos Eduardo Monteiro                       | Deportivo Cooper                              | 21                                            |                                               |                                               |
| 1995                                               | Universidad                                   | Municipal Braniff                             | Bandera de ?                                  |                                               |                                               |                                               |                                               |
| 1996                                               | Blooming                                      | Universidad                                   | Bandera de ?                                  |                                               |                                               |                                               |                                               |
| 1997                                               | Municipal Braniff                             | Universidad                                   | Bandera de ?                                  |                                               |                                               |                                               |                                               |
| 1998                                               | Libertad                                      | Municipal Braniff                             | Bandera de ?                                  |                                               |                                               |                                               |                                               |
| 1999                                               | Municipal Braniff                             | Deportivo Cooper                              | Bandera de ?                                  |                                               |                                               |                                               |                                               |
| 2000                                               | Deportivo Cooper                              | Destroyers                                    | Bandera de ?                                  |                                               |                                               |                                               |                                               |
| 2001                                               | Universidad                                   | Libertad                                      | Bandera de ?                                  |                                               |                                               |                                               |                                               |
| 2002                                               | Libertad                                      | Real Santa Cruz                               | Bandera de ?                                  |                                               |                                               |                                               |                                               |
| 2003                                               | Destroyers                                    | Real Santa Cruz                               | Bandera de ?                                  |                                               |                                               |                                               |                                               |
| 2004                                               | Universidad                                   | Destroyers                                    | Bandera de ?                                  |                                               |                                               |                                               |                                               |
| 2005                                               | Guabirá                                       | Universidad                                   | Bandera de ?                                  |                                               |                                               |                                               |                                               |
| 2006                                               | Universidad                                   | Guabirá                                       | Juan Javier Mendoza                           | Sport Boys                                    | 16                                            |                                               |                                               |
| 2007                                               | Real Santa Cruz                               | Guabirá                                       | Róger Espinoza                                | Oriente Petrolero B                           | 19                                            |                                               |                                               |
| 2008                                               | Universidad                                   | Real Santa Cruz                               | Grover Cuéllar                                | Universidad                                   | 19                                            |                                               |                                               |
| 2009                                               | Guabirá                                       | Destroyers                                    | Víctor Hugo Angola Julio César Cantié         | Guabirá                                       | 15                                            |                                               |                                               |
| 2010                                               | Real América                                  | Calleja                                       | Rodrigo Ángel Rivero                          | Sport Boys                                    |                                               |                                               |                                               |
| 2011                                               | Universidad                                   | Real Santa Cruz                               | Aldo Peña                                     | Universidad                                   | 10                                            |                                               |                                               |
| 2011-12                                            | Real Santa Cruz                               | Sport Boys                                    | Thiago Leitao                                 | Sport Boys                                    | 20                                            |                                               |                                               |
| 2012-13                                            | Universidad                                   | Destroyers                                    | Aldo Velasco                                  | Universidad                                   | 35                                            |                                               |                                               |
| 2013-14                                            | Destroyers                                    | El Torno FC                                   | Bandera de ?                                  |                                               |                                               |                                               |                                               |
| 2014-15                                            | Guabirá                                       | Royal Pari FC                                 | William Álvarez                               | Libertad                                      | 13                                            |                                               |                                               |
| 2015-16                                            | Real América                                  | Destroyers                                    | José Cortés                                   | Real América                                  | 24                                            |                                               |                                               |
| 2016-17                                            | Destroyers                                    | Royal Pari FC                                 | Jefferson Tavares                             | Real América                                  | 21                                            |                                               |                                               |
| 2018 A                                             | Universidad                                   | Torre Fuerte                                  |                                               |                                               |                                               |                                               |                                               |
| 2018 C                                             | Real Santa Cruz                               | El Torno FC                                   |                                               |                                               |                                               |                                               |                                               |
| 2019 A                                             | Torre Fuerte                                  | Universidad                                   | Juan Felipe Fajardo                           | Cooper                                        |                                               |                                               |                                               |
| 2019 C                                             | Real Santa Cruz                               | Ferroviario                                   | Bandera de ?                                  |                                               |                                               |                                               |                                               |
| 2020                                               | Cancelado                                     | Cancelado                                     | Cancelado                                     | Cancelado                                     | Cancelado                                     |                                               |                                               |
| 2021 A                                             | Argentinos Juniors                            | Torre Fuerte                                  | Bandera de ?                                  |                                               |                                               |                                               |                                               |
| 2021 C                                             | Destroyers                                    | Argentinos Juniors                            |                                               |                                               |                                               |                                               |                                               |
| 2022                                               | Torre Fuerte                                  | Ciudad Nueva Santa Cruz                       |                                               |                                               |                                               |                                               |                                               |
| 2023                                               | Ciudad Nueva Santa Cruz                       | Nueva Santa Cruz                              |                                               |                                               |                                               |                                               |                                               |
| 2024                                               | Ciudad Nueva Santa Cruz                       | Argentinos Juniors                            |                                               |                                               |                                               |                                               |                                               |